# Páll á Reynatúgvu
Páll á Reynatúgvu (ur. 26 lipca 1967 w Tórshavn) – farerski fizjoterapeuta, piłkarz oraz polityk. Poseł na Løgting.

## Życie prywatne
Páll á Reynatúgvu urodził się 26 lipca 1967 w Tórshavn na Wyspach Owczych, jako syn Nielsa i Ady á Reynatúgvu. Jego żoną jest Kristina J. á Reynatúgvu z domu Jóhannesen, z którą ma czworo dzieci: Ásę, Idę, Nielsa oraz Óliego. W 1993 ukończył szkołę fizjoterapeutyczną, a w 1997 uzyskał tytuł medyczny, będąc w tym czasie członkiem Felagið Føroyskir Fysioterapeutar.

## Kariera piłkarska

### Kariera klubowa
9 maja 1984 roku á Reynatúgvu zagrał swój pierwszy pucharowy mecz w barwach klubu B71 Sandoy. Było to drugie spotkanie grupowe w ramach Pucharu Wysp Owczych 1984 przeciwko B36 Tórshavn, które jego klub przegrał 2:4. Do roku 1988 B71 Sandoy występował w 1. deild Wysp Owczych, a składy z tamtego okresu nie są dobrze znane, dlatego szczegółowe informacje na temat ligowej kariery á Reynatúgvu zaczęto rejestrować od roku 1989. Jego klub odniósł wówczas największy sukces w swej historii, zdobywając, jako beniaminek mistrzostwo archipelagu. Á Reynatúgvu zdobył wówczas sześć bramek i zagrał w osiemnastu ligowych meczach. Klub dotarł także do finału Pucharu Wysp Owczych, a Páll zagrał we wszystkich sześciu meczach. Zawodnik grał w klubie do końca swojej kariery, rozgrywając łącznie 122 spotkania w ramach najwyższej klasy rozgrywek, zdobywając w nich 28 bramek. Z klubem wywalczył Puchar Wysp Owczych w 1993 roku, a także dotarł do finału tych rozgrywek rok później. Grał także w czterech meczach w ramach klubowych rozgrywek UEFA, zdobywając jedną bramkę w przegranym 2:4 meczu przeciwko Apoelowi Nikozja. Swój ostatni mecz w B71 Sandoy zagrał po sześcioletniej przerwie 26 kwietnia 2009 roku, kiedy drugi skład jego drużyny zremisował 3:3 z AB Argir II. Rozegrał pełne 90. minut.

#### Sukcesy
B71 Sandoy:
- Mistrzostwo Wysp Owczych (1x): 1989
- Mistrzostwo 1. deild (3x): 1988, 1991, 1998
- Mistrzostwo 2. deild (1x): 1986
- Puchar Wysp Owczych (1x): 1993
- Finalista Pucharu Wysp Owczych (2x): 1989, 1994

### Kariera reprezentacyjna
Páll á Reynatúgvu wystąpił w pięciu spotkaniach dorosłej kadry Wysp Owczych, nie zdobywając żadnej bramki. Pierwszy raz pojawił się na boisku w 89. minucie przegranego 0:3 spotkania przeciwko Belgii, rozgrywanego 22 maja 1993 w ramach eliminacji do Mistrzostw Świata 1994. Następnie zagrał przeciwko: Walii (0:3), Czechosłowacji (0:3) oraz Norwegii (0:7). Jego ostatnim spotkaniem w reprezentacji był przegrany 0:4 mecz przeciwko Rumunii 8 września 1993.
| Mecze i gole w reprezentacji | Mecze i gole w reprezentacji | Mecze i gole w reprezentacji          | Mecze i gole w reprezentacji | Mecze i gole w reprezentacji | Mecze i gole w reprezentacji | Mecze i gole w reprezentacji |
|                              | Data                         | Stadion, miasto                       | Przeciwnik                   | Gol                          | Wynik                        | Rozgrywki                    |
| ---------------------------- | ---------------------------- | ------------------------------------- | ---------------------------- | ---------------------------- | ---------------------------- | ---------------------------- |
| 1.                           | 22.05.1993                   | Stade Constant Vanden Stock, Bruksela | Belgia                       |                              | 0:3                          | elim. MŚ 1994                |
| 2.                           | 06.06.1993                   | Svangaskarð, Toftir                   | Walia                        |                              | 0:3                          | elim. MŚ 1994                |
| 3.                           | 16.06.1993                   | Svangaskarð, Toftir                   | Czechosłowacja               |                              | 0:3                          | elim. MŚ 1994                |
| 4.                           | 11.08.1993                   | Svangaskarð, Toftir                   | Norwegia                     |                              | 0:7                          |                              |
| 5.                           | 08.09.1993                   | Svangaskarð, Toftir                   | Rumunia                      |                              | 0:4                          | elim. MŚ 1994                |

## Kariera polityczna
Á Reynatúgvu został po raz pierwszy posłem w roku 1998 i przez cztery lata był przewodniczącym Komisji ds. Opieki Społecznej. W 2000 roku uzyskał 44 głosy w wyborach do rady gminy Sandoy, czym zapewnił sobie w niej miejsce. Jego partia wówczas wygrała, jednak najwyższy wynik w wyborach uzyskała Jonna Krog Poulsen z Fólkaflokkurin, która objęła urząd burmistrza. 1 stycznia 2001 roku á Reynatúgvu zastąpił ją na tym stanowisku. W wyborach w roku 2002 uzyskał drugi wynik w regionie Sandoy (160 głosów), czym ponownie zapewnił sobie mandat poselski. 6 czerwca 2002 został wybrany Ministrem Spraw Socjalnych i pozostawał nim do rozwiązania koalicji 5 grudnia 2003 i przejęcia wszystkich urzędów Partii Republikańskiej przez premiera Anfinna Kallsberga do rozpisania nowych wyborów. Á Reynatúgvu ponownie wybrano z regionu Sandoy (173 głosy). W nowym parlamencie zasiadł w Komisji ds. Finansów. Po wyborach samorządowych w roku 2004 pozostał burmistrzem gminy Sandoy, uzyskując najwyższy wynik spośród wszystkich kandydatów. W 2007 roku bez sukcesu wziął udział w wyborach do duńskiego Folketingu. Rok później po raz kolejny wystartował w wyborach parlamentarnych oraz samorządowych. W pierwszych uzyskał 330 głosów, co dało mu dziewiąte miejsce w partii i nie gwarantowało mandatu, zastępował jednak często kolegów partyjnych, którzy obejmowali stanowiska ministerialne. W drugich kolejny raz uzyskał najwyższy wynik spośród wszystkich kandydatów (92 głosy), jednak 27 października zrzekł się stanowiska burmistrza na rzecz Brandura Sandoya. Páll raz jeszcze wystartował w wyborach do Folketingu w 2011 roku, uzyskując nie dające mu mandatu 107 głosów. Później zaś, w tym samym roku zdobył ponownie mandat w Løgting (332 głosy, piąty wynik w partii). Zasiadł tam w Komisji ds. Prawa. Rok później raz jeszcze uzyskał najwyższy wynik w wyborach samorządowych w gminie Sandoy (68 głosów). W 2015 roku ponownie bezskutecznie startował w wyborach do Folketingu, a następnie do Løgtingu, do którego się dostał, zdobywszy 369 głosów (7. wynik w partii). Od 15 września 2015 sprawował urząd przewodniczącego farerskiego parlamentu (far. løgtingsformaður). 14 września 2019 roku na tej funkcji zastąpił go Jógvan á Lakjuni.